# Hybrid Child
«Гібридна дитина» (яп. ハイブリッドチャイルド) — манґа японської письменниці та ілюстратора Шунґіку Накамури. Друкувалося з 28 червня 2003 року (випуск 8/2003) до 28 серпня 2004 року (випуск 10/2004) у журналі «Be-Boy Gold» видавця Сейдзі. Єдиним друком вийшла 2005 року. Перекладено англійською, китайською та німецькою мовами.

## Зміст
Події відбуваються в альтернативно-сучасній Японії, в центрі яких — андроїд, що називається «Гібридна дитина». Андроїд є лише наполовину механізмом. Гібридній дитині можна задати зовнішність, яка втілить особисто мрії господаря про ідеального супутника і вихованця. Він може рости й розвиватися, якщо має достатньо любові та турботи з боку його власника. Гібридні діти розвивають міцні емоційні зв'язки з власниками.
Частини манґи являють короткі оповідання про кохання, жертви та драми.
В «Я сказав, що це повинна бути Хадзукі» головний герой Котаро Ідзумі у віці 8 років знайшов покинуту гібридну дитину на смітнику і назвав її Хадзукі. Родина Ідзумі намагалася тричі знищити Хадзукі, змушуючи Котаро замість нього придбати нову дитину. Але Котаро вкотре приводив Хадзукі, оголошуючи її новою гібридною дитиною. В результаті турботи Хадзукі виросла до росту Котаро. Також у неї шкіра та уся зовнішність на вигляд стала людською. Невдовзі Хадзукі стає наставником і вихователем Котаро. Останній вчиться нести відповідальність, коли життя його гібридної дитини добігає кінця.
В «Мій вчитель завжди один у квітнику» розповідається історія мечника Іті Сейя, що залишив свій клан. Спочатку знову вчиться любити за допомогою своєї гібридної дитини Юдзук. Потім веде благополучне життя поряд з юним Юдзу, про якого старанно піклується. З невідомої причини Іті щовечора залишається в саду, оточений безліччю фіолетових квітів. За словами Юдзу, інші слуги будинку знають, чому Ічі ізолює себе таким чином вночі.
В «Запах літньої трави … Білі хмари з легким вітерцем. Я наодинці» розповідається про Курода закоханого в Цукісіму, але той внаслідок хвороби помирає. Це надихає Куроду на створення андроїда «Гібридна дитина».

## Персонажі
- Котару Ідзумі — 16-й голова аристократичного володіння Ідзумі
- Хадзукі — це гібридна дитина з серійним номером 0001, є першою моделлю андроїда, перетворюється на інтелектуального юнака
- Іті Сейя, мечник
- Юдзу — гібридна дитина, що належить Іті Сейю, завжди щаслива і усміхнена, дуже любить свого господаря
- Курода — творець «Гібридної дитини», закоханий в Цукісіму.
- Цукісіма — слабкий і хворобливий хлопчик

## Адаптації
- Радіопостановка відбулася 2005 року
- Як OVA випущено 2014—2015 року[2]

## Критика
Американський манґа-критик Джейсон Томпсон назвав «Гібридну дитину» яойною версією Чобітів або Ляльок і дає рейтинг 16 років і старше. Найслабшою в літературному сенсі вважається друга частина, з неприємними педофільськими алюзіями.